# (21116) 1992 SO
1992 أس أو (ويعرف أيضًا باسم (21116) 1992 أس أو وفق تسمية الكوكب الصغير) (بالإنجليزية: 1992 SO)‏ هو كويكب ضمن حزام الكويكبات؛ وترتيبه 21116 من حيث الاكتشاف.
اكتُشف هذا الجُرم الفلكي بواسطة Atsushi Sugie ‏ في 26 سبتمبر 1992.

## وصلات خارجية
- (21116) 1992 SO في قاعدة بيانات مختبر الدفع النفاث لأجرام النظام الشمسي الصغيرة

- الاكتشاف · مخطط المدار ·  العناصر المدارية · المعلمات المادية

- (21116) 1992 SO على موقع ويكي سكاي: DSS2, SDSS, GALEX, IRAS, Hydrogen α, X-Ray, Astrophoto, Sky Map, Articles and images